# Nicolás Maturana
Nicolás Alexander Maturana Caneo (ur. 8 lipca 1993 w Santiago) – piłkarz chilijski grający podczas kariery na pozycji pomocnik.